# Мар'їно (станція метро)
«Ма́р'їно» (рос. Марьино) — станція Люблінсько-Дмитровської лінії Московського метрополітену. До відкриття 2 грудня 2011 дистанції Люблінсько-Дмитровської лінії до станції «Зябликово» була кінцевою.
Відкрита 25 грудня 1996 року, у складі черги «Волзька» — «Мар'їно». Розташована в однойменному районі Москви.

## Технічна характеристика
Конструкція станції — однопрогінна (глибина закладення — 8 м). Споруджена за типовим проектом, зі збірних монолітних залізобетонних балок.

## Оздоблення
Тема оформлення станції — «Відпочинок москвичів». Колійні стіни оздоблені чорним і темно-синім мармуром і плитками з штампованого алюмінію. Підлога викладена сірим гранітом двох відтінків. Групи сидінь, розташовані в центрі по всій довжині пасажирської платформи, суміщені з покажчиками станцій. Освітлення станції забезпечує два ряди люстр з шістьма кулястими світильниками кожна, прикріплена до перекриття залу.

## Вестибюлі
Вихід в місто здійснюється по сходах через північний вестибюль на Люблінську і Новомар'їнську вулиці і через південний — до Люблінської вулиці на Новочеркаський і Мар'їнський бульвари.

## Колійний розвиток

Схема колійного розвитку станції «Мар'їно»

Станція з колійним розвитком — 6 стрілочних переводів, перехресний з'їзд, 2 станційні колії для обороту та відстою рухомого складу. У оборотних тупиках розташований пункт технічного огляду.

## Пересадки
- Автобуси: м77, с9, 541, 625, 646, 650, 708, с710, 713, 749, 762, 770, с797, 957, н5